# Casa de Cultura Carmen Conde
La Casa de Cultura Carmen Conde es un centro cultural situado en la Plaza de Colón, en el centro del municipio madrileño de Majadahonda. En este centro se imparten clases y se dan conciertos, espectáculos y exposiciones. Además es sede de la Coral Polifónica Enrique Granados de Majadahonda y del Conservatorio Profesional de Música de Majadahonda.

## Historia
El centro cultural fue construido en 1986, sobre un proyecto de José María Pérez, Peridis, siendo alcalde Luis Egea (PSOE). El centro fue inaugurado por el entonces Ministro de Cultura Javier Solana (PSOE) con el nombre de Casa de Cultura de Majadahonda. El Ayuntamiento de Majadahonda se responsabiliza desde entonces del mantenimiento y administración del centro. A finales de los 90 se le cambia el nombre como homenaje a la poeta, dramaturga y narradora cartagenera Carmen Conde (1907-1996) quien vivió sus últimos años en el municipio.

## Actividades
En el centro se dan conciertos y espectáculos de música clásica y teatro, aparte de más cosas. También se imparten clases de danza, pintura, música y movimiento (para niños), canto (impartidas por la Coral Polifónica Enrique Granados), etc. Además, es sede del Conservatorio Profesional de Música de Majadahonda. En el centro también hay una sala de exposiciones llamada "Ángeles Santos".